# Lauren Stam
Lauren Stam (30 januari 1994) is een Nederlands hockeyster. Stam komt sinds 2006 uit voor Amsterdam en speelde voorheen, tot haar twaalfde, bij Xenios.
Op 19 januari 2016 debuteerde ze in de Nederlandse hockeyploeg in een interland tegen Duitsland. Met het Nederlandse team won Stam het Europees kampioenschap in 2017, en de Champions Trophy en het Wereldkampioenschap in 2018.
In 2021 veroverde ze met het nationale damesteam de gouden medaille op de Olympische Spelen in Tokio. In oktober van dat jaar maakte ze bekend te stoppen als international. Ze speelde een totaal van 105 interlands, waarin ze 9 keer scoorde.

## Internationale erelijst
- Hockey World League 2017
- Europees kampioenschap 2017
- Wereldkampioenschap 2018
- Champions Trophy 2018
- Europees kampioenschap 2019
- Europees kampioenschap 2021
- Olympische Spelen 2020 (2021) te Tokio

Felice Albers · 
Margot van Geffen ·  
Eva de Goede · 
Marloes Keetels · 
Josine Koning · 
Sanne Koolen · 
Laurien Leurink · 
Caia van Maasakker · 
Frédérique Matla ·  
Laura Nunnink · 
Malou Pheninckx · 
Pien Sanders ·  
Lauren Stam · 
Maria Verschoor · 
Xan de Waard · 
Lidewij Welten · 
Coach: Alyson Annan